# Famille Campi
Pour les articles homonymes, voir Campi (homonymie).
Cette page explique l’histoire ou répertorie les différents membres de la famille Campi.
La famille Campi est une famille d'artistes italiens, de peintres de Crémone.
- Galeazzo Campi (1475 - 1536) et ses trois fils :
  - Giulio Campi (1502 –1572) ;
  - Antonio Campi (1523 - 1587) ;
  - Vincenzo Campi (1536 - 1591).

Les peintres Bernardino Campi et Davide Campi ne leur sont pas apparentés.